# 耕野村
耕野村（こうやむら）は、昭和29年（1954年）まで宮城県伊具郡の阿武隈川西岸にあった村。現在の丸森町耕野および川前・沼ノ上にあたる。

## 沿革
- 明治22年（1889年）4月1日 - 町村制施行にともない、旧来の耕野村単独で村制施行。
- 昭和29年（1954年）12月1日 - 丸森町・金山町・大内村・大張村・小斎村・舘矢間村・筆甫村と合併し、新制の丸森町となる。

## 行政

### 歴代村長
| 代 | 氏名       | 就任                       | 退任                       | 備考 |
| -- | ---------- | -------------------------- | -------------------------- | ---- |
| 1  | 八島宇一郎 | 明治22年（1889年）4月17日  | 明治26年（1893年）4月21日  |      |
| 2  | 斎藤喜平治 | 明治26年（1893年）4月23日  | 明治36年（1903年）11月14日 |      |
| 3  | 布施俊苗   | 明治36年（1903年）11月15日 | 明治40年（1907年）11月14日 |      |
| 4  | 斎藤喜平治 | 明治40年（1907年）11月15日 | 明治44年（1911年）11月14日 | 再任 |
| 5  | 宍戸初三郎 | 明治44年（1911年）11月21日 | 大正3年（1914年）10月16日  |      |
| 6  | 大槻栄吉   | 大正3年（1914年）12月24日  | 大正11年（1922年）12月23日 |      |
| 7  | 八島忠吉   | 大正11年（1922年）12月25日 | 大正15年（1926年）12月24日 |      |
| 8  | 谷津文四郎 | 昭和元年（1926年）12月25日 | 昭和4年（1929年）10月28日  |      |
| 9  | 八島考二   | 昭和4年（1929年）12月23日  | 昭和20年（1945年）12月22日 |      |
| 10 | 八島喜平   | 昭和20年（1945年）12月24日 | 昭和22年（1947年）1月10日  |      |
| 11 | 宍戸元蔵   | 昭和22年（1947年）4月7日   | 昭和24年（1949年）6月30日  |      |
| 12 | 大槻栄志   | 昭和24年（1949年）8月5日   | 昭和28年（1953年）7月31日  |      |
| 13 | 谷津儀十郎 | 昭和28年（1953年）8月1日   | 昭和29年（1954年）11月30日 |      |

## 防災
- 耕野村消防団
  - （組織体制）2分団4班で構成。
  - （団員数）73名
  - （装備）当時の装備は腕用消防ポンプ4台であった。

## 教育
- 耕野村立耕野小学校
- 耕野村立耕野中学校